# Ygg huur
| Оценки критиков        | Оценки критиков |
| Источник               | Оценка          |
| ---------------------- | --------------- |
| Pitchfork              | [ 1 ]           |
| Spin                   | [ 2 ]           |
| Sputnikmusic           | [ 3 ]           |
| Le Mot du Melomaniaque | [ 4 ]           |

Ygg huur — пятый студийный альбом американской блэк-метал-группы Krallice. Альбом был записан с 4 по 8 июля в студии Menegroth, The Thousand Caves Studio, и был самостоятельно выпущен группой в цифровом виде 30 июля 2015 года, а физические версии были выпущены в сентябре. Ygg huur попал на 3 место в списке лучших альбомов 2015 года по версии Дэйва Мастейна; по версии журнала Spin альбом занял 2 место в списке 20 лучших метал-альбомов 2015 года и 44 место в списке 50 лучших альбомов 2015 года; а по версии сайта Stereogum альбом занял 8 место в списке 50 лучших метал-альбомов 2015 года.

## Список композиций
| №  | Название                                        | Длительность |
| -- | ----------------------------------------------- | ------------ |
| 1. | «Idols»                                         | 3:08         |
| 2. | «Wastes of Ocean»                               | 6:41         |
| 3. | «Over Spirit»                                   | 6:41         |
| 4. | «Tyranny of Thought»                            | 6:41         |
| 5. | «Bitter Meditation»                             | 6:41         |
| 6. | «Engram»                                        | 5:37         |
| 7. | «Trippin’ Balls» (Бонус-трек японского издания) | 0:54         |

## Участники записи
- Мик Барр — гитара, вокал (треки 2, 3, 4, 5)
- Колин Марстон — гитара
- Лев Вайнштейн — ударные
- Николас МакМастер — бас-гитара, вокал (треки 1, 6)